# Chiusa di Ceraino

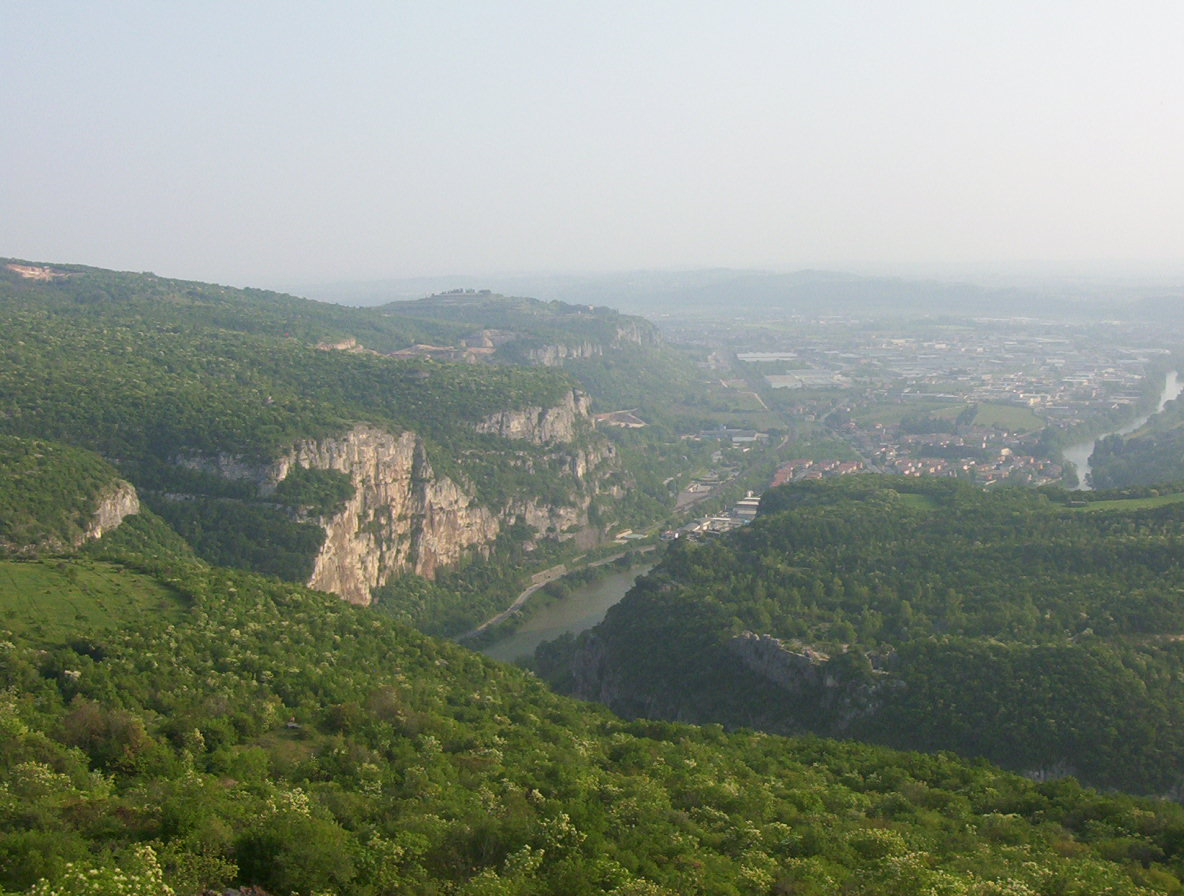
La Chiusa di Ceraino, vista in direzione sud dal forte Monte.

La Chiusa di Ceraino è un tratto della Vallagarina in prossimità della frazione di Ceraino, nel comune di Dolcè, in cui il fiume Adige attraversa una stretta valle tra il Monte Pastello e i colli intorno a Rivoli. 
Attraverso la zona passano la strada statale del Brennero e la ferrovia del Brennero (interamente in galleria sotterranea).

## Geografia

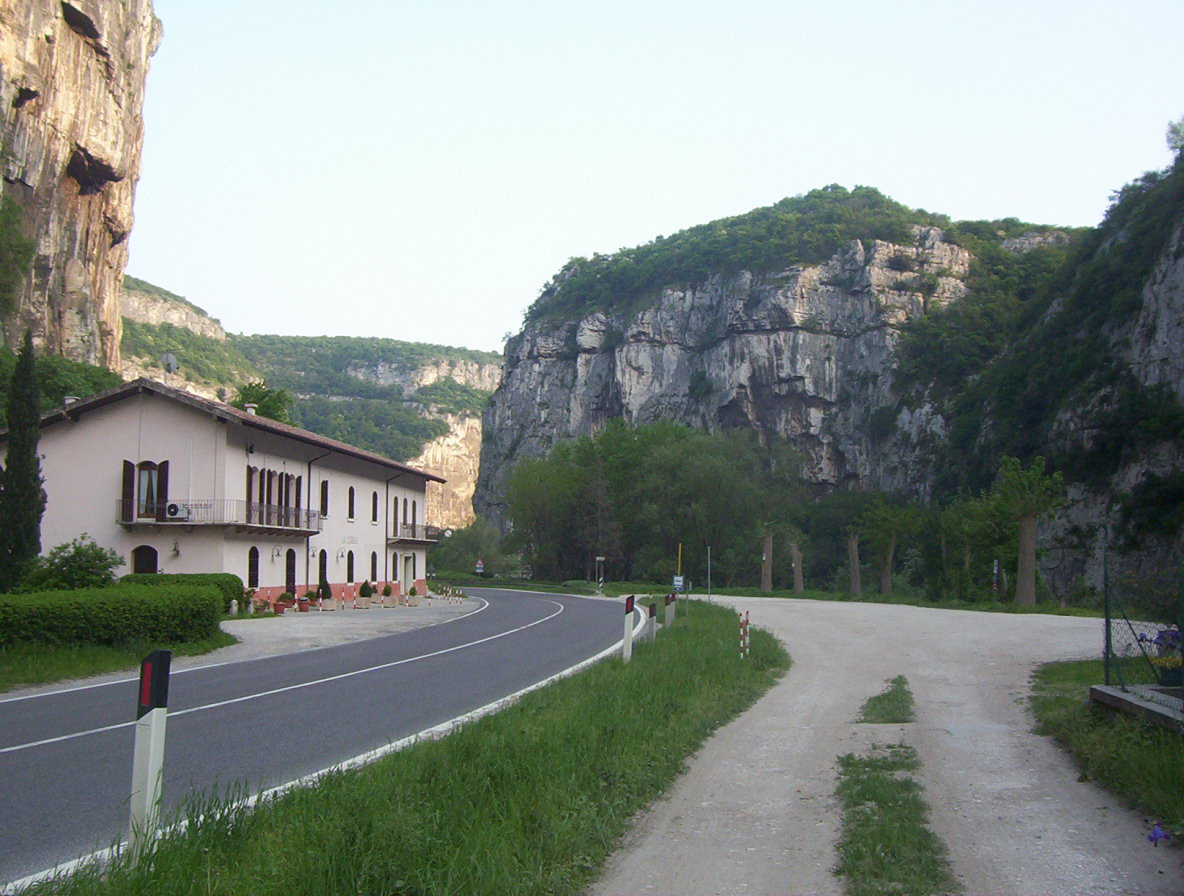
La strada del Brennero attraversa la chiusa

La chiusa viene comunemente indicata come uno dei confini principali tra Valpolicella e Val d'Adige. Il tratto identificato come chiusa inizia a nord alla fine del gruppo di case dell'abitato di Ceraino, e termina circa 2,5 km più avanti nella frazione di Volargne. In questo tratto, l'Adige è costretto a percorrere uno spettacolare gola in cui forma un paio di strette anse. 
Questa conformazione si è originata per la posizione trasversale che ha assunto il monte Pastello, rispetto alla direzione della valle, grazie a movimenti tettonici piuttosto recenti (fase eoalpina, ultimi milioni di anni). Tale posizione ha impedito il normale deflusso del fiume che dalla Vallagarina sbocca verso Verona e la pianura padana.
Un altro aspetto che ha caratterizzato la formazione di questa gola è la costituzione delle pareti di calcare oolitico, particolarmente resistente all'erosione e che quindi ha obbligato il fiume a scorrere in un tortuoso percorso.

## Le fortificazioni
La conformazione geografica della zona, che la rende uno dei passaggi obbligati verso il Brennero, le ha conferito una certa rilevanza strategico-militare. Nei pressi della chiusa, nel 1797 Napoleone Bonaparte condusse un'importante battaglia. Intorno al 1850 l'Impero austriaco fortificò la zona con la costruzione di ben 4 forti a difesa della chiusa. In particolare forte della Chiusa era utilizzato proprio per il controllo della strada. Queste fortificazioni presero il nome di Forti del gruppo di Rivoli.
Nel 1866, con l'annessione del Veneto al Regno d'Italia, la zona passò sotto il controllo italiano. Il Regio esercito rafforzò ulteriormente le fortificazioni, invertendone il tiro dell'artiglieria (da sud a nord), in quanto si trovava a poca strada dal confine austriaco.